# Gottfried August Bürger

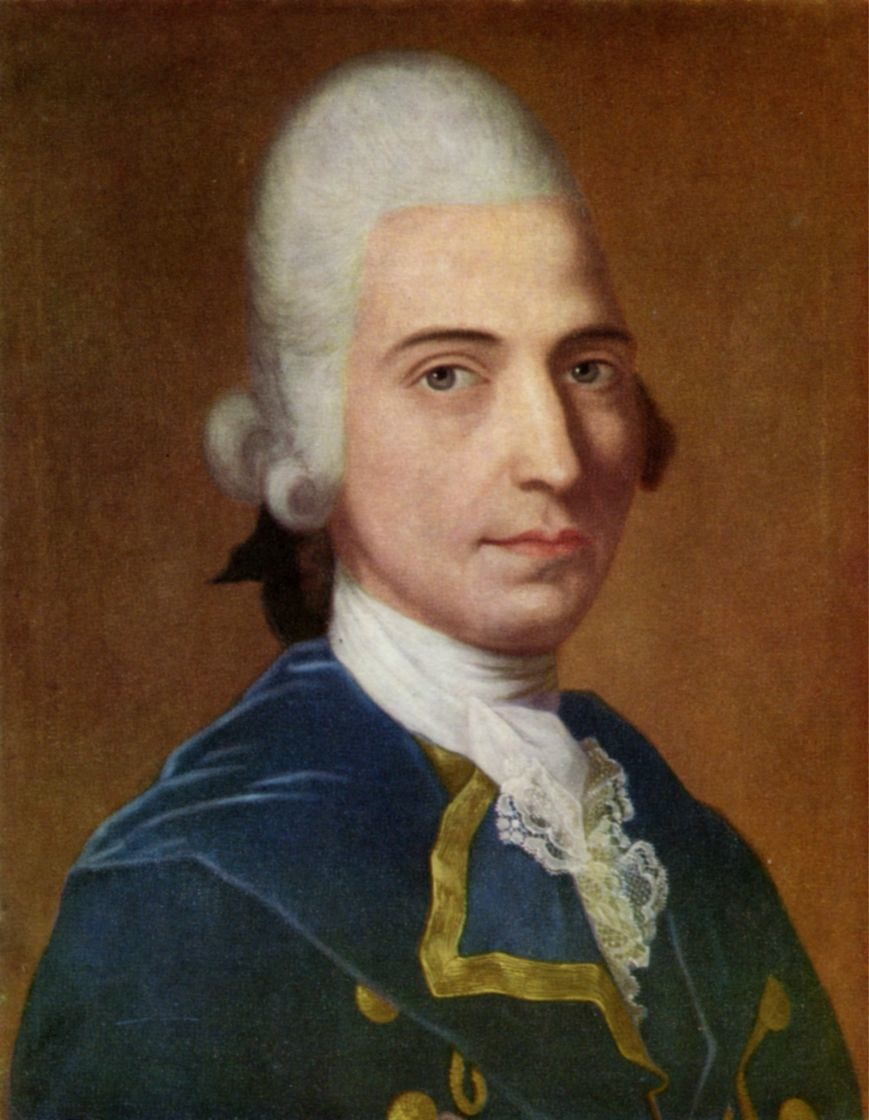
Gottfried August Bürger, Gemälde von Johann Heinrich Tischbein dem Jüngeren, 1771, Gleimhaus Halberstadt.
Bürgers Unterschrift:

Gottfried August Bürger (* 31. Dezember 1747 in Molmerswende; † 8. Juni 1794 in Göttingen) war ein deutscher Dichter in der Zeit der Aufklärung, der dem Sturm und Drang zugerechnet wird. Bekannt geworden sind vor allem seine Balladen sowie die Abenteuer des Freiherrn von Münchhausen.

## Leben
Bürger war der Sohn eines Landpfarrers. Sein Vater war an seiner Ausbildung nicht sonderlich interessiert, so dass er es der Initiative des Großvaters mütterlicherseits verdankte, dass ihm der Weg zur höheren Bildung eröffnet wurde. Ab 1760 ging er auf die Stadtschule von Aschersleben, wo er wegen einer Schlägerei der Schule verwiesen wurde. Lore Kaim und Siegfried Streller nennen jedoch ein von Bürger verfasstes spöttisches Epigramm als Grund für den Schulverweis, gegen den Bürgers Großvater energisch protestierte. Das Pädagogium in Halle nahm ihn als Schüler auf; dort freundete er sich mit dem Lyriker von Goeckingk an. 1764 begann er auf Druck seines Großvaters ein Studium der Theologie an der dortigen Universität. Erst 1768 wurde ihm erlaubt, an die Universität Göttingen zu gehen, um dort Rechtswissenschaften zu studieren.
Zu seinen Freunden in Göttingen zählte Heinrich Christian Boie, der ihm 1772 die Stelle eines Amtmanns in Altengleichen mit Sitz in Gelliehausen verschaffte. Er arbeitete von 1772 bis 1784 im Amtshaus in Gelliehausen und wohnte ab 1772 dort und von 1774 bis 1784 in Wöllmarshausen. Boie brachte ihn mit dem Göttinger Hainbund in Kontakt, den Johann Heinrich Voß, Ludwig Christoph Heinrich Hölty und Graf Stolberg im selben Jahr gründeten. Eine besonders enge Studien-Freundschaft verband ihn mit dem nach 1777 in Berlin wirkenden Aufklärer und Publizisten Johann Erich Biester (1749–1816). Mit ihm führte er in Göttingen Shakespeare-Studien durch. Bürger widmete Biester seine Übersetzung des Macbeth.
1775 wurde Bürger in die Freimaurerloge Zum goldenen Zirkel in Göttingen aufgenommen; von 1777 an bis zu seinem Tode war er Redner der Loge.

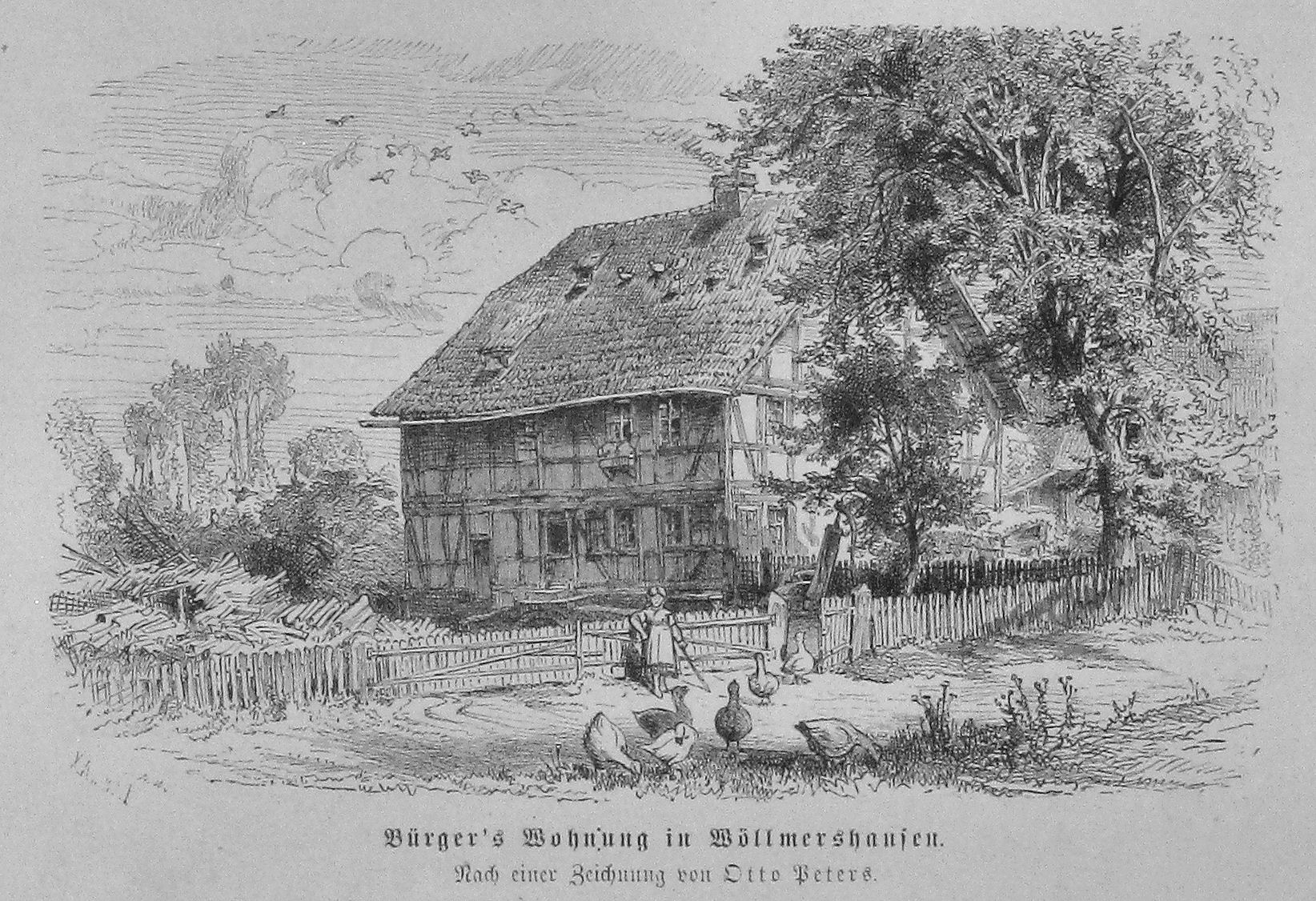
Bürgers Wohnung in Wöllmarshausen. Aus: Die Gartenlaube, 1873

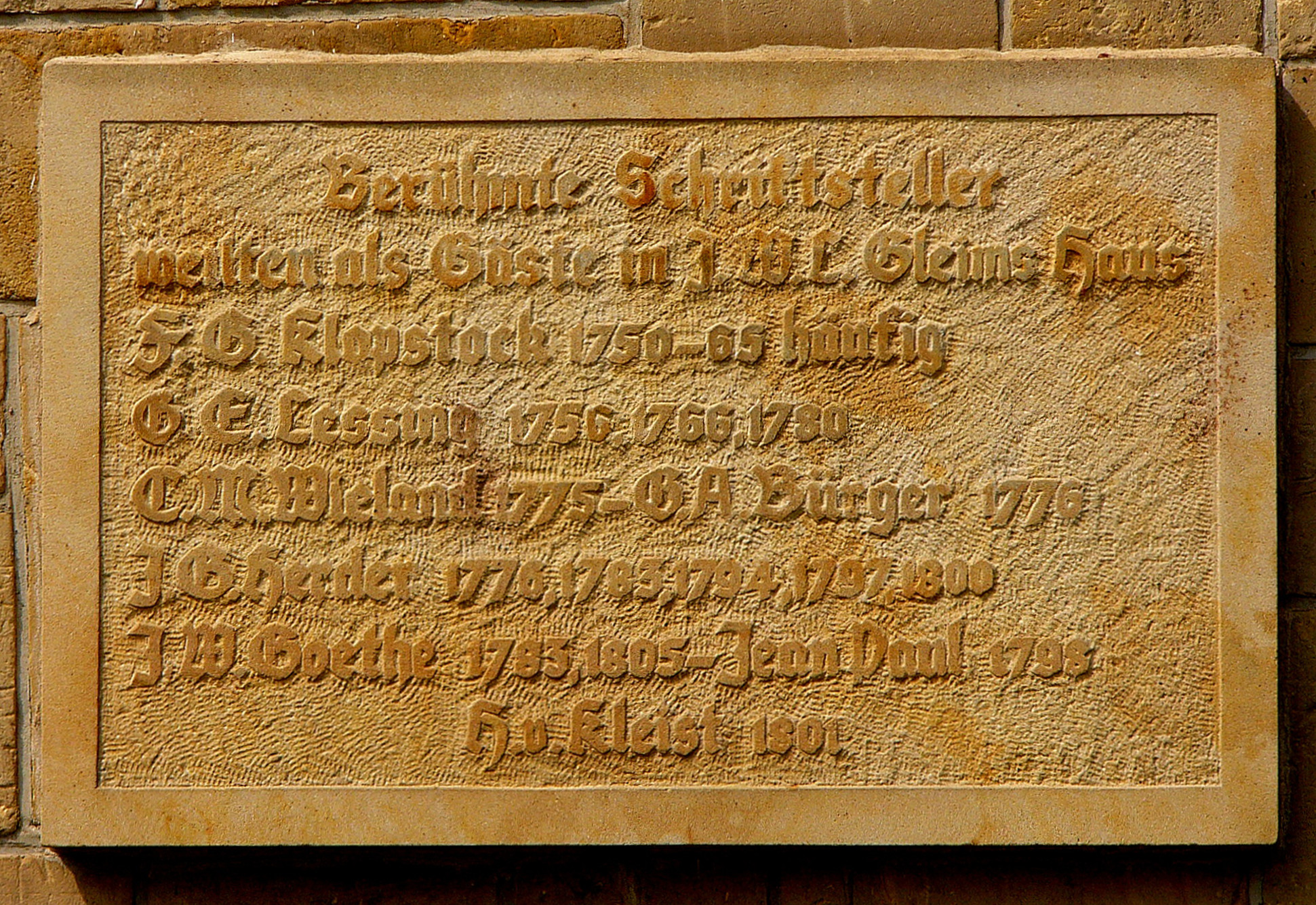
1776 weilte G. A. Bürger im Gleimhaus zu Halberstadt

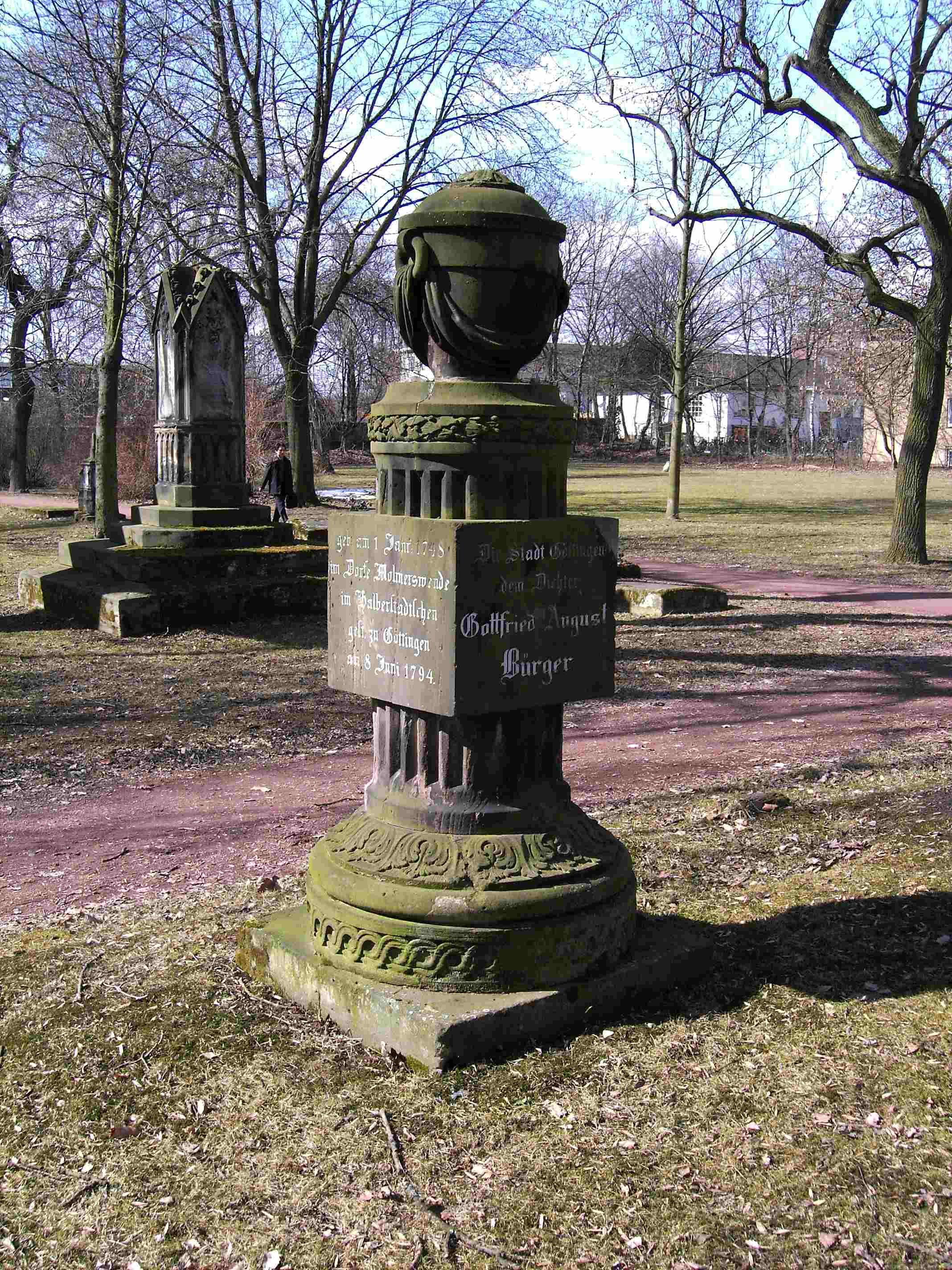
Zweites Bürger-Denkmal (nicht Grabmal) auf dem Bartholomäusfriedhof Göttingen

Mit dem Amtsantritt war der Konflikt mit dem Großvater beigelegt worden. Im Herbst 1774 heiratete Bürger Dorothea, die zweite Tochter des Justizamtmanns Johann Carl Leonhart zu Niedeck und zog ein Jahr später mit ihr nach Wöllmarshausen, einem Dorf seines Gerichtssprengels. Seine Ehe war nicht glücklich: Er verliebte sich in Auguste, die jüngere Schwester seiner Frau, die er in Gedichten als „Molly“ besang. Nach dem Tod von Bürgers Schwiegervater 1777 zog diese mit ins Haus der Eheleute und Bürger lebte eine Ménage-à-trois, die er gegen die Widerstände des Bürgertums verteidigen musste und aus der 1782 ein von Molly geborener Sohn entsprang.
Dazu kamen mancherlei häusliche Sorgen, verursacht durch geringe Einkünfte, häufige Krankheitsfälle und eine 1780 übernommene Pachtung zu Appenrode. Von seinen Vorgesetzten obendrein wegen nachlässiger Geschäftsführung angeklagt, wurde Bürger in der angeordneten Untersuchung zwar freigesprochen; doch entschloss er sich, sein Amt freiwillig niederzulegen.
Nach dem Tod seiner Frau 1784 siedelte er nach Göttingen über, um sich durch Privatvorlesungen über Ästhetik, deutschen Stil und ähnliche Themen eine neue Existenz aufzubauen. Im Juni 1785 heiratete er endlich seine geliebte Molly. Ihr früher Tod am 9. Januar 1786 stürzte ihn von neuem in eine tiefe Krise und raubte ihm für lange Zeit die Lust an der dichterischen Arbeit. Das Liebesverhältnis wurde im 19. Jahrhundert Stoff für ein Drama: Salomon Hermann Mosenthals Bürger und Molly, oder ein deutsches Dichterleben: Schauspiel in 5 Aufzügen (Freiberg 1851).
Die Universität erteilte ihm bei ihrem 50-jährigen Jubiläum die philosophische Doktorwürde und ernannte ihn im November 1789 zum außerordentlichen Professor. Dieser Ehrentitel war mit keiner Gehaltszahlung verbunden.
Der Wunsch nach einem geordneten Hausstand veranlasste Bürger zu einer dritten Heirat. Eine unbekannte Verfasserin, die er mit Y. kennzeichnete, hatte ihm in einem langen Gedicht, das in einer Stuttgarter Zeitschrift erschienen war, einen scherzhaft gemeinten Heiratsantrag gemacht. Bürger erfuhr über Bekannte, dass es sich bei der Unbekannten um Elise Hahn aus Stuttgart handelte. Elise wollte klarmachen, dass sie das Gedicht nicht wirklich ernst gemeint hatte; zu diesem Zeitpunkt befand sich Bürger aber bereits auf der Reise nach Stuttgart, um seinerseits Elise einen Heiratsantrag zu machen.
Am 29. September 1790 heiratete Bürger in Göttingen die 21 Jahre jüngere Schriftstellerin Elise Hahn, und am 1. August 1791 wurde ein Sohn Agathon geboren, ein kränkliches und anscheinend auch geistig behindertes Kind. Bald schon war klar, dass die Ehe scheitern würde. Ursache war, so schildert es Bürger in einem ausführlichen Brief an seine Schwiegermutter in Stuttgart, die Untreue und Liederlichkeit Elises. Sie habe stets bis in die Nacht gefeiert, dadurch sei frühzeitig ihre Milch versiegt, und dadurch sei die Behinderung des Sohnes entstanden. Er fand bei ihr kompromittierende Briefe des Grafen Friedrich August von Hardenberg (1770–1837) und beobachtete seine Frau, so seine Schilderung, durch ein durch die Tür gebohrtes kleines Loch beim Geschlechtsverkehr mit einem Studenten. Am 31. März 1792 wurde Elise vom Universitätsgericht schuldig geschieden, wodurch sie auch ihre Mitgift von 1177 Talern verlor.
Die heftige Kritik Schillers, die am 15. und 17. Januar 1791 anonym in der Allgemeinen Literatur-Zeitung erschien, schwächte weiter sein Selbstbewusstsein. Um Geld zu verdienen, lieferte er Übersetzungen für auswärtige Buchhändler. Dazu kam eine Erkrankung an Schwindsucht.
Erst als Bürger dadurch die Stimme verloren hatte, keine Vorlesungen mehr halten konnte und so auch keine Kollegiengelder mehr erhielt, bewilligte ihm das Universitätskuratorium, statt des erbetenen Gehalts, eine einmalige Unterstützung von 50 Talern.
Bürger starb am 8. Juni 1794 und wurde auf dem Bartholomäusfriedhof beigesetzt. Er hinterließ zwei Töchter und zwei Söhne.

## Familie

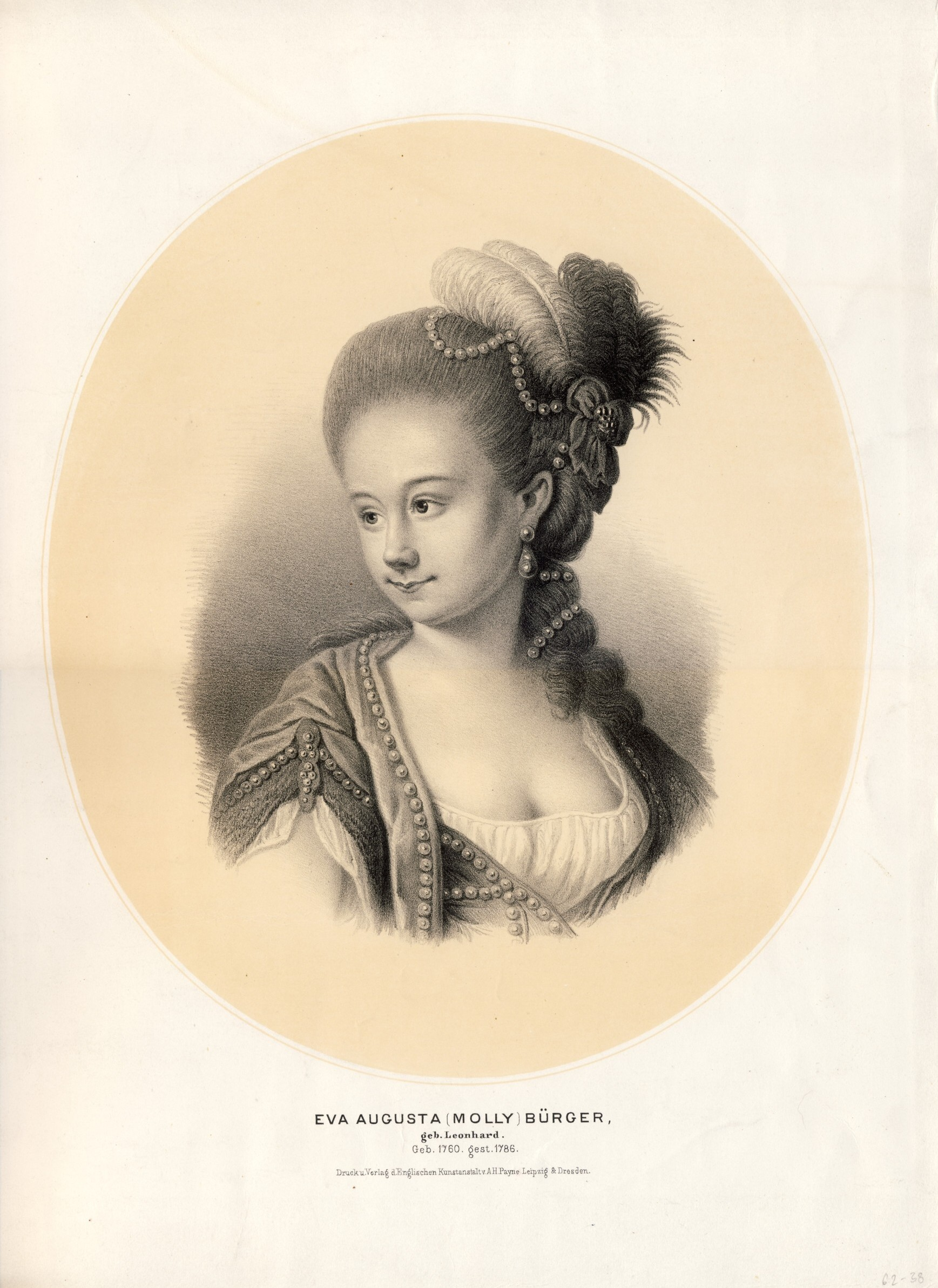
Augusta „Molly“ Leonhard (1760–1786);
getönte Lithographie von Payne, um 1850

Am 22. Januar 1774 heiratete Bürger die Amtmannstochter Dorothea (Dorette) Marianne Leonart. Schon kurz darauf verliebte er sich in Dorotheas Schwester Augusta (Molly) Maria Wilhelmine Eva Leonart. 1778 heiratete Anna Leonart, die Schwester von Dorothea und Augusta, den Amtmann Johann Jacob Heinrich Elderhorst, der kurz zuvor Amtsvogt in Bissendorf, heute Ortsteil der Gemeinde Wedemark, Region Hannover, geworden war. Inzwischen hatte die Liebe zwischen Bürger und Molly Anstoß erregt. Molly zog 1779 für ca. 15 Monate nach Bissendorf zu ihrer Schwester Anna, ab 1783 hielt sie sich nochmals ca. ein Jahr bei ihr auf. Beide Male besuchte Bürger sie dort. Am 30. Juli 1784 starb Dorothea an den Folgen der Geburt einer Tochter, und nach Ablauf der vorgeschriebenen Trauerzeit heiratete Bürger am 17. Juni 1785 Dorotheas Schwester Molly in der St.-Michaelis-Kirche Bissendorf. 1786 starb auch Molly an den Folgen einer Geburt. Ihre Tochter Anne Auguste Henriette Ernestine wurde nach Bissendorf gebracht, dort erzogen und konfirmiert. Bürger kam nur noch selten zu Besuch. Insgesamt lässt sich aus dem Briefwechsel Bürgers seine Anwesenheit in Bissendorf fünfmal nachweisen. Oft dauerten die Aufenthalte mehrere Wochen.
Bürger hatte sechs Kinder von drei Frauen: Antoinette (1775–1777) von Dorette, Marianne Friederike (1778–1862) von Dorette, Emil (1782–1841) von Molly, Auguste Wilhelmine (1784) von Dorette, Auguste (1785–1847) von Molly, Agathon (1791–1813) von Elise Hahn.
Er war außerdem der Onkel des Schriftstellers Adolf Müllner (1774–1829) und der Urgroßvater der 1901 geborenen Schriftstellerin Erika Beyfuß (Pseudonym: Erika Fries).

## Literarisches Wirken

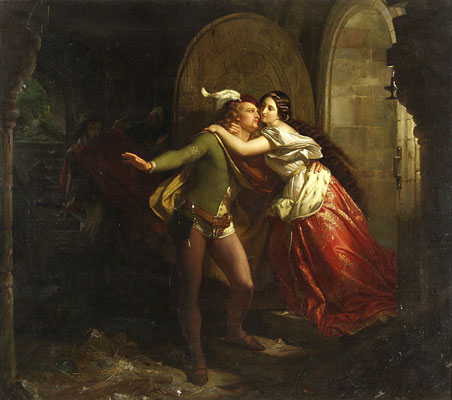
Lenardo und Blandine, Gemälde von Wilhelm Volkhart nach Bürgers gleichnamiger Ballade

Das Organ, in dem Bürger seine zahlreichen Gedichte veröffentlichte, war der Göttinger Musenalmanach, gegründet 1770 von Bürgers Freund Heinrich Christian Boie und Friedrich Wilhelm Gotter. Im Jahr 1778 übernahm Bürger die Redaktion der Zeitschrift und gab die erste Sammlung seiner Gedichte heraus. Elf Jahre später erschien eine zweite, erweiterte Auflage in zwei Bänden.
1782 schlug Bürger einen Rechtschreibungskompromiss vor, mit dem er „dem Gräuel unserer allgemeinen Schreibverwüstung“ Abhilfe schaffen wollte. Seine Vorschläge blieben allerdings ungehört und wurden erst mit seinem Nachlass 1824 veröffentlicht.
Bürger ist heute hauptsächlich wegen seiner Feldzüge und Abenteuer des Freiherrn von Münchhausen (1786/1789) in Erinnerung. Diese gehören in die Tradition der Lügengeschichten, die weit ins klassische Altertum und in die Erzähltradition des Judentums zurückgeht. Die Lügenerzählungen des historischen Karl Friedrich Hieronymus Freiherr von Münchhausen wurden von einem anonymen Autor niedergeschrieben und 1781 veröffentlicht. In Form einer englischen Übersetzung, die Rudolf Erich Raspe, der 1785 bereits Baron Munchausen’s Narrative of his marvellous Travels and Campaigns in Russia herausgegeben hatte, 1788 angefertigt hatte, gelangten sie zu Bürger, der sie zurück ins Deutsche übersetzte und frei bearbeitete. Er übernahm dabei Raspes Erweiterungen mit Erzählungen und dessen Aufteilung in Land- und Seeabenteuer. Die ersten Auflagen von Bürgers Version erschienen anonym 1786 und 1788 beim Dieterich Verlag in Göttingen, wobei in den Büchern jedoch London als Verlagsort genannt wurde. Bürgers zweite Ausgabe entspricht in der Auswahl der Geschichten Raspes fünfter Fassung. An Bürgers Bearbeitung des Stoffes soll auch Georg Christoph Lichtenberg beteiligt gewesen sein. Obwohl zahlreiche Bearbeitungen des Stoffes folgten, bleibt Bürgers Version, die drei Jahre später noch in einer erweiterten Ausgabe erschien, wohl bis heute die bekannteste. Sie wurden in zahlreiche Sprachen übersetzt und mehrfach illustriert, u. a. von Wilhelm Simmler, Daniel Chodowiecki und Johann Christian Ruhl.
Bürgers zahlreiche Gedichte umfassen Balladen tragisch-dramatischen Inhalts, aber auch politische, satirische, komische und didaktische Gedichte und Liebeslyrik in der Tradition der Empfindsamkeit und der Anakreontik. Seine berühmteste Dichtung blieb für lange Zeit die Ballade Lenore, die mit allgemeiner Begeisterung begrüßt wurde. Nachdem sie gemäß der Kritik des Göttinger Dichterbundes mehrfach umgearbeitet worden war, erschien sie im Musenalmanach für 1774.

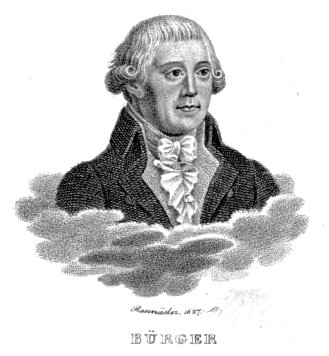
Porträt Gottfried August Bürgers, Kupferstich von Rosmäsler, 1827

Besonders wichtig war ihm dabei, dass seine Dichtung „volkstümlich“ bleiben sollte: „Alle Poesie soll volkstümlich sein, denn das ist das Siegel ihrer Vollkommenheit.“ Bürger wendete sich damit gegen die artifizielle und gelehrte Dichtung der Poetae docti. Lyrik sollte kollektiv rezipiert werden, das heißt im Kreis von Zuhörern laut gelesen. So sollte sie auch zur Bildung des Gemeinsinns beitragen. Ihre Eigenschaften sollten sein:

„Klarheit, Bestimmtheit, Abrundung, Ordnung und Zusammenklang der Gedanken und Bilder; nach Wahrheit, Natur und Einfalt der Empfindungen; nach dem eigentümlichsten und treffendsten, nicht eben aus der toten Schrift-, sondern mitten aus der lebendigen Mundsprache aufgegriffenen Ausdrucke derselben; nach der pünktlichsten grammatischen Richtigkeit, nach einem leichten ungezwungenen, wohlklingenden Reim- und Versbau.“

Bis heute steht die Bürger-Rezeption unter dem Einfluss der deutschen Klassik. Es dauerte bis 1998, bis Peter von Matt Bürgers Bedeutung anders charakterisierte: 

„Bürger hat das deutsche Gedicht zu einem Ereignis aller fünf Sinne gemacht. Wie das deutsche Theater vom sozialen Scharfblick Lenz’, lebt der deutsche Vers bis heute von Bürgers melodischem Sensualismus – ob das die Dichterinnen und Dichter nun selber wissen oder nicht. Seine Balladen bliesen das literarische Rokoko mit einem einzigen Stoß ins Museum. […] Und Schiller debütierte in seiner Anthologie auf das Jahr 1782 als unverstellter Bürger-Epigone. Das wurde ihm dann später so peinlich, daß er den Vorgänger öffentlich exekutierte. […] Auf diesen Text geht übrigens auch die These zurück, daß nur ein sittlich integrer Mensch ein guter Dichter sein könne – eine schiefe Behauptung, die aber immer wieder durch das literarische Deutschland geistert. Zudem verdanken wir ihm den ‚historische[n] Durchbruch zu einer neuen lyrischen Körperfröhlichkeit‘.“

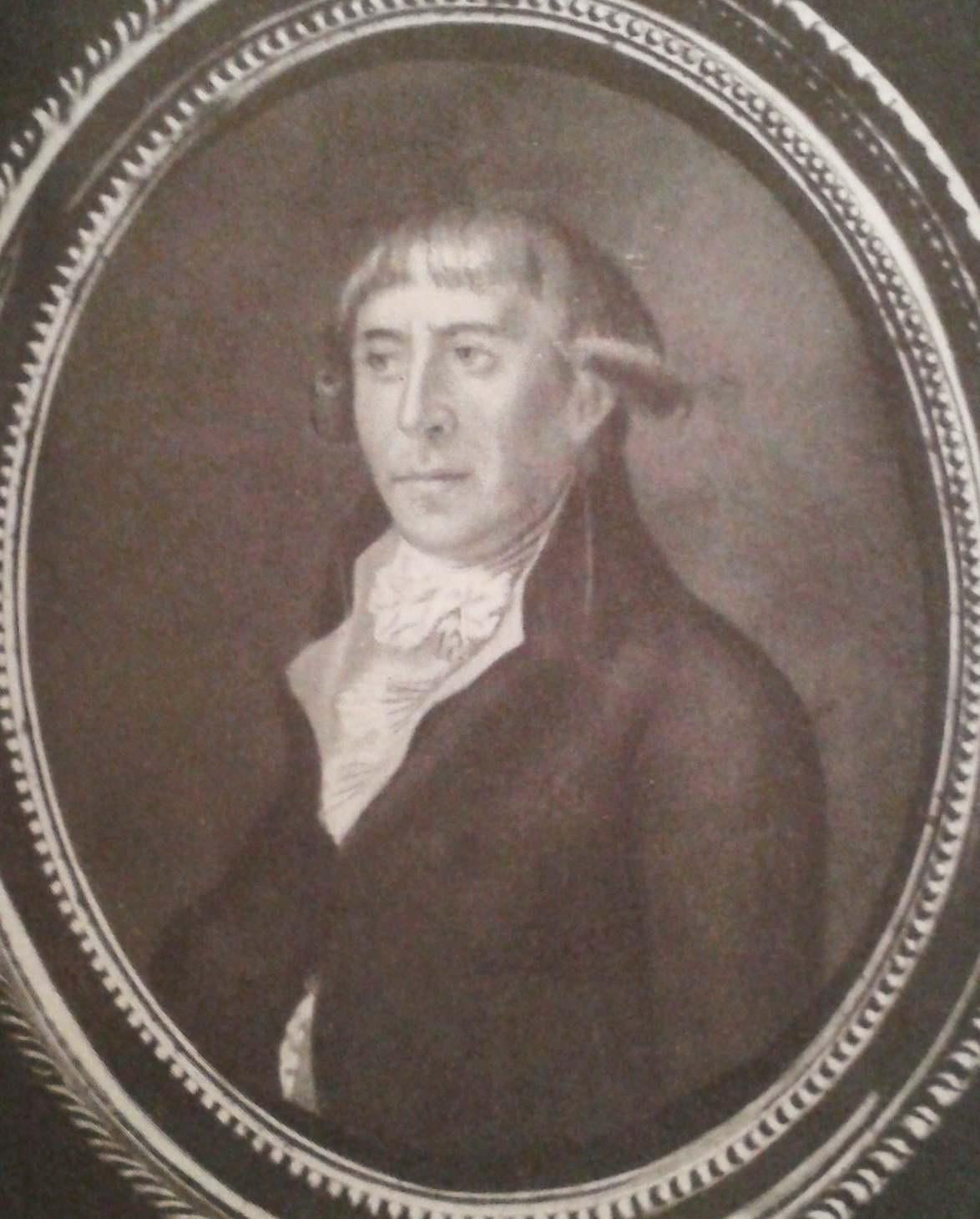
Bürger, nach Fiorillo, ca. 1780–1785

Die 1843 erschienene Real-Encyklopädie von Brockhaus charakterisiert Bürger noch vor dem Beginn der Schiller-Sakralisierung: 

„B. zeichnete sich durch eine echt deutsche Biederkeit, Geradheit und Offenheit und, wie manche seiner brieflichen Geständnisse und Selbstberichte bezeugen, durch eine fast zu weit getriebene Bescheidenheit und Selbstkenntniß aus; seine Herzensgüte und sein Wohlwollen waren unbegrenzt, verleiteten ihn aber auch zu einem unverwüstlichen Vertrauen auf Andere, das ihm wesentlich schadete und, verbunden mit einem gewissen Hange zur Sinnlichkeit und mit einer zwar poetischen aber leichtsinnigen Sorglosigkeit und Unkenntniß der Lebensverhältnisse, ihm alle jene häuslichen Zerwürfnisse bereitete, die ihn nach und nach aufrieben. Diese Eigenschaften prägen sich auch in seinen Dichtungen aus, denen man aber keineswegs irgend eine Trübung und Verbitterung des Gemüths, welche man unter solchen Verhältnissen vermuthen sollte, ansehen kann; er stand als Dichter über seinen Lebensverhältnissen, und bis zuletzt behielten seine Dichtungen einen gewissen Anstrich von Gesundheit und Lebensfrische. Die Stellung, welche er als Dichter einnahm, ist eine beneidenswerthe zu nennen, indem er, wie kein Anderer seiner Zeit, Volksdichter im reinsten Sinne des Worts war und geblieben ist. Gerade der Besitz der dichterischen Fähigkeiten, welche Schiller in seinen einseitigen Recensionen ihm zum Vorwurfe macht, wie der ebenfalls gerügte Mangel an idealer Auffassung befähigten B., ein Dichter des Volks zu werden, ohne sich darum mit den Gebildeten zu verfeinden; selbst die Überderbheit in manchen Gedichten B.’s, die vom höhern ästhetischen Standpunkte aus verwerflich sein mag, war B. in seinen Bewerbungen um die Gunst des Publicums eher förderlich als hinderlich. Einen richtigern Maßstab zu seiner Beurtheilung als Schiller fand Schlegel in seiner Kritik, welche in dessen Charakteristiken und Kritiken mitgetheilt ist, doch hält sich auch Schlegel von schiefen Ansichten durchaus nicht frei, und wenn er von einem später erst gewonnenen Standpunkt aus ein Recht hatte, darauf hinzuweisen, daß B. in seinen Nachbildungen engl. Balladen Alles in das Gröbere und Derbere herabgezogen und den Stoff unnütz in die Breite gedehnt hätte, so ist wohl zu beachten, daß zu B.’s Zeit das Publicum für die mehr andeutende Einfachheit der engl, oder schot. Ballade noch kein Verständniß hatte, und daß der Dichter gerade durch seine breitere, Alles motivirende und zurechtlegende Ausführung den rechten Weg traf, um das Publicum wie die Kritik zu einem spätern Verständniß der Volkspoesie vorzubereiten. Der allgemeine Beifall, mit welchem B.’s Balladen, wie die Lenore, sein viel bewundertes, ja in gewissem Sinne als großartig zu bezeichnendes Meisterwerk Lenardo und Blandine, Des Pfarrers Tochter von Taubenheim, Der wilde Jäger und so manche andere theils nachgebildete theils originell erfundene Balladen aufgenommen wurden, beweist, daß B. die richtigen Hebel in Bewegung gesetzt hatte, um die Balladenpoesie, für die er zuerst unter den Kunstdichtern Deutschlands die richtige Behandlung fand und die gleichsam seine Erfindung ist, in Deutschland einzubürgern. Dagegen hat B. in manchen kleinern romanzenartigen Stücken dargethan, daß er recht wohl den Geist der echten Romanze begriffen hatte. Im eigentlichen Liede, wo er sich dem Volkstone nähert und sich nicht, wie etwa in seinem Hohen Liede oder in der Nachtfeier der Venus mit bloßer Rhetorik und dem rhythmischen Glanze begnügt, steht B. in seiner Art einzig und vollendet da. Seine Liebesgedichte, obschon er in ihnen die Liebe nicht in ihren zartern Tiefen und geistigen Elementen ergründet, sind oft hinreißend durch den vollen Klang ihrer Worte, durch ihre sinnliche und leidenschaftliche Glut, oder sprechen als spielende Tändelei freundlich an. Wohl zu beachten ist auch der kräftige Mannessinn, der Haß gegen alles Schlechte, Gemeine, Despotische in manchen seiner Gedichte, wie er auch einer der ersten Deutschen war, welche die exclusive Gelehrsamkeit, den Gelehrtenstolz und die wissenschaftliche Pedanterie herzhaft angriffen. B. ist als einer der Sprachschöpfer des vorigen Jahrh. zu betrachten; nicht nur, daß er fast ängstlich auf Correctheit und Wohllaut des Verses hielt, und z. B. in seiner Rechenschaft über die Veränderungen in der Nachtfeier der Venus über die vier ersten Zeilen 40 enggedruckte Seiten schrieb, so hat er auch manche fremdländische Formen, wie das Sonett, in Deutschland wieder zu Ehren gebracht; auch war er mit der Erste, der in seinen Übersetzungsproben aus der Ilias und in seiner Übertragung des vierten Buchs der Äneide leidliche und fließende Hexameter lieferte; auch versuchte er eine Übersetzung der Iliade in fünffüßigen reimlosen Jamben und eine prosaische Übertragung des Shakespeare'schen Macbeth. Ein tüchtiger, besonders gegen die damalige Quisquilien-Gelehrtheit, wie er sie nannte, gerichteter polemischer Eifer zeichnet mehre seiner prosaischen Aufsätze aus, obgleich die Prosa sein eigentliches Feld nicht war.“

## Nachwirkung und Rezeption

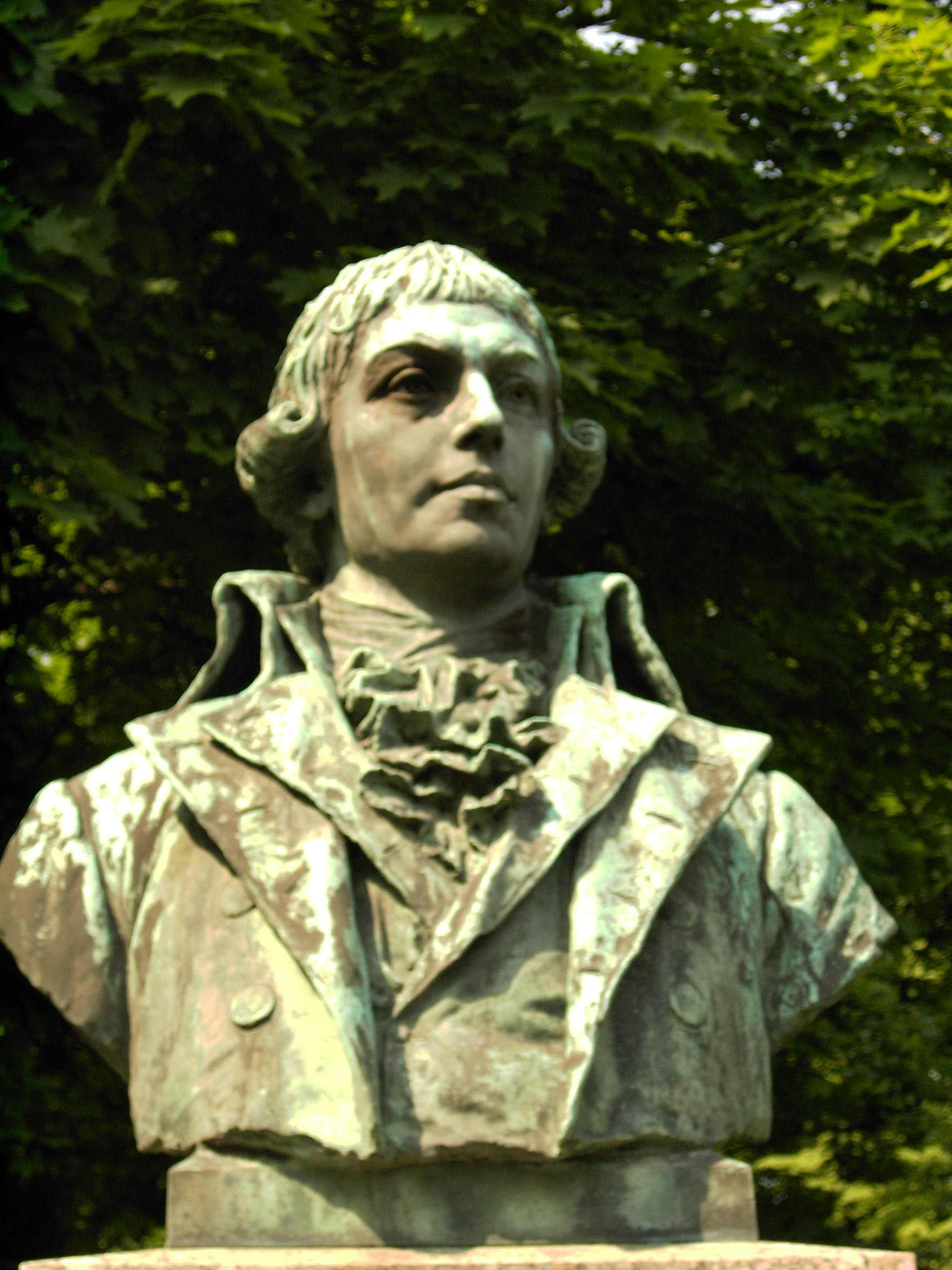
Büste des Bürger-Denkmals von 1895 in Göttingen

Es ist nicht einfach, der tatsächlichen Bedeutung Bürgers nachzuspüren: Die Diskrepanz zwischen seiner Wirkung auf das Publikum im 18. und gesamten 19. Jahrhundert und dessen Nachhall in den Literaturgeschichten ist groß. Ursache ist die bis fast zum Ende des 20. Jahrhunderts geschmacksbildende Klassik. Dabei berief man sich auf Schillers Bürger-Rezension von 1791. Dieser hatte Bürgers Person angegriffen und nach seiner eigenen idealistischen Kunstauffassung, die Bürger weder kannte noch akzeptiert hätte, verurteilt. Bemerkenswert ist, dass diese Rezension bis zu Schillers Tod nicht einen einzigen öffentlichen Verteidiger fand, dafür aber mehrfach Widerspruch erntete. Lediglich mündlich oder in Briefen wurde Zustimmung bekundet, z. B. von Goethe und Christoph Martin Wieland. Auch Jens Baggesen stimmte zu und wollte gar „diesen Riesengeist unseres seligen Decenniums, diese herrliche Morgensonne der Geschichte, diesen echt philosophischen Dichter, diesen unaussprechlich bezaubernden Schiller anbeten.“ Die prägnanteste Entgegnung findet man schon in der Minerva von 1793: „Diese Recension ist das lebendigste Beyspiel von den Widersprüchen und ungereimten Forderungen, worinn die hochgespannte Theorie verfällt, wenn sie von Menschenwerken Götterkraft, von individueller Wahrheit Ideal verlangt.“ Gerhard Plumpe zitiert 1998 Schillers Rezension: „Kein noch so großes Talent kann dem einzelnen Kunstwerk verleihen, was dem Schöpfer desselben gebricht, und Mängel, die aus dieser Quelle entspringen, kann selbst die Feile nicht wegnehmen.“ und stellt dann fest: „Von der Wirklichkeit der Literatur und den Interessen ihrer Leser ist diese in ihren philosophischen Präsuppositionen ebenso zeittypische wie verstiegene Kritik Schillers abgründig entfernt gewesen.“ Wirkung zeigte die Rezension vor allem seit Georg Gottfried Gervinus, den man als den Architekten der Klassik ansehen kann. Er behauptete, dass nicht Bürger, sondern Schiller der wahre Volksdichter sei. Allerdings ist diese Behauptung nur dann richtig, wenn man als solcher auf ein breites Publikum verzichten kann. Tatsächlich hatte Bürger über die Mitte des 19. Jahrhunderts hinaus eine Popularität, die weder Schiller noch Goethe jemals erlangten. Letzterer bestätigt das selbst 1827: „Von meinen eigenen Liedern was lebt denn? Es wird wohl eins und das andere einmal von einem hübschen Mädchen am Klavier gesungen, allein im eigentlichen Volke ist alles stille.“ Zu Schillers Gedichten stellt Julian Schmidt 1855 fest: „Wenn sie daher nicht mehr im Volke fortleben, mit Ausnahme einiger leichtern Producte, von rein dogmatischer Form, so ist das in der Ordnung, da das Volk nur an Dichtungen von unbedingter Wahrheit seine Nahrung findet. Im Grunde waren sie auch nie in das Volk eingedrungen, sie waren nur für die feinste Bildung berechnet.“ Weitere Bemerkungen zu Bürgers überragender Popularität findet man bei Hermann Marggraff, Theodor Muegge oder Franz Hermann Kahle. August Friedrich Christian Vilmar nennt zwar Bürger einen der populärsten Dichter, welche unsere gesamte Literaturgeschichte aufweisen kann, verknüpft jedoch auch Werk und Leben des Dichters als eben so unedel als unschön.
Offen ist die Frage: Wie konnte Bürger sein Publikum, neben den Gebildeten auch die bildungsferne Schicht, die kaum flüssig lesen und noch weniger ein Buch erwerben konnte, erreichen? Bürger, der aus fünf Sprachen übersetzte, begierig Anregungen aus anderen Kulturen aufsaugte und keineswegs ein Nationalist war, hatte eine Maxime: „Deutsche sind wir! Deutsche, die nicht Griechische, nicht Römische, nicht Allerweltsgedichte in Deutscher Zunge, sondern in Deutscher Zunge Deutsche Gedichte, verdaulich und nährend für's ganze Volk machen sollen.“ Das unterscheidet ihn von den Klassikern, die ihre Vorbilder in der Antike fanden, und machte seine Gedichte für jedermann verständlich. Die Sprache, die er verwendete, fußte auf der Sprache des Volkes und der der Lutherschen Bibel. Den Weg zum Publikum fanden seine Gedichte über die Liedflugschriften und die Vertonungen seiner Lieder. Die Gebildeten erreichte er über immer neue Auflagen seiner Gedichte, oft Raubdrucke. Hoffmann von Fallersleben beschreibt allgemein den Weg der Gedichte aus dem Musenalmanach zu den jedermann zugänglichen Liedflugschriften, Die Annalen der Hamburgischen Litteratur beschreiben detailliert, wie auf einem typischen Jahrmarkt neben Schauergeschichten auch Bürgers Gedichte von Bänkelsängern vorgetragen und verkauft wurden.
Besonders beliebt war neben der Lenore die Pfarrerstochter von Taubenhain. Bisweilen wurden dabei die Balladen durch eine vor- oder nachgeschaltete Erzählung dem Publikum nahegebracht.

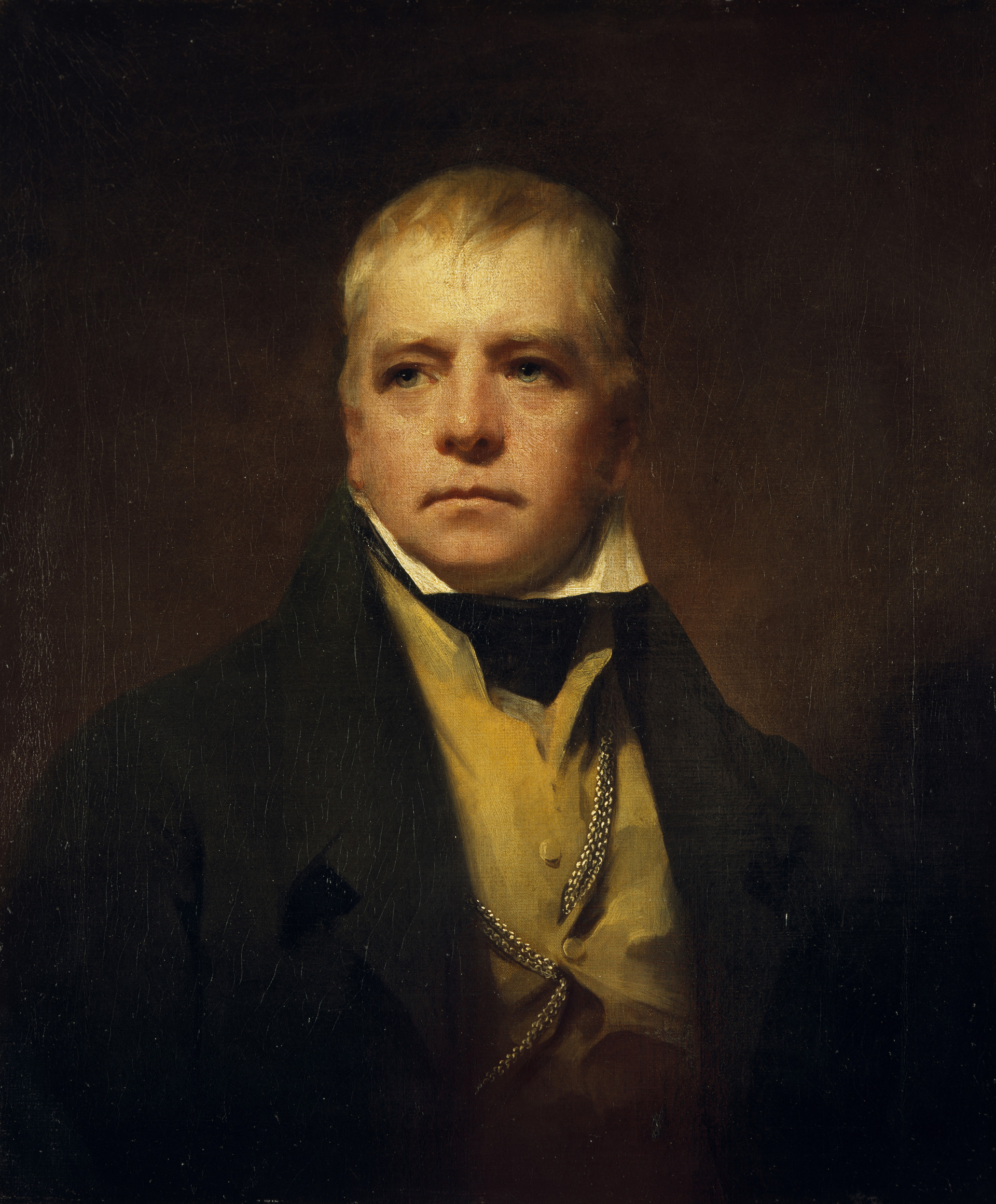
Walter Scott übersetzte zahlreiche Bürgersche Balladen ins Englische

Walter Scott schätzte die Balladen Bürgers sehr. Die nachdichtenden Übersetzungen von Lenore (William and Helen) und Der wilde Jäger (The Chase) waren Scotts erste veröffentlichte Werke (1796). Zwischen 1796 und 1892 gab es die Rekordzahl von dreißig verschiedenen englischen Übersetzungen der Lenore.
1799 wurde auf Veranlassung von Dr. Althof, Bürgers Arzt, von den beiden hessischen Hofbildhauern Ludwig Daniel Heyd und Johann Wolffgang Heyd in Göttingen ein erstes Denkmal für Bürger geschaffen, zu dem auch Friedrich Schiller 1 Taler 12 Groschen spendete. Es wurde 1956 im Zuge von Modernisierungsmaßnahmen abgerissen und aus Geringschätzung zerstört.

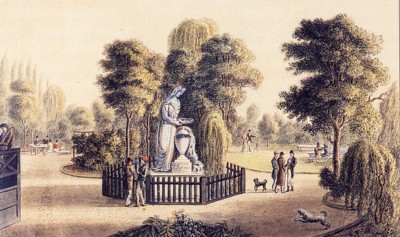
Denkmal für Gottfried August Bürger von 1799 in Göttingen (1956 abgerissen)

In Göttingen wurde 1864 eine vielbefahrene Ringstraße, die Bürgerstraße, nach ihm benannt. Dort befindet sich auch eine 1994 hierher versetzte und ursprünglich auf dem Göttinger Bartholomäusfriedhof 1895 eingeweihte Büste Bürgers von Gustav Eberlein.
1874 wurde die Bürgergasse in Wien-Favoriten nach ihm benannt.
Bürger gehört zu den berühmten Deutschen, die von Ludwig I. mit einer Büste in der Walhalla geehrt wurden.
Sein Ruhm war in den Jahrzehnten nach 1800 wesentlich größer als heute. Auch wenn die Lenore als seine bekannteste Ballade in keiner Anthologie fehlt, so ist sein heute noch bestehender Beitrag zur Populärkultur die gültige Formung der Gestalt des Lügenbarons Münchhausen.
Den bildenden Künstlern hat Bürger besonders mit seiner Lenore ein Thema gestellt. Von 144 bisher ermittelten Malern, denen Bürgers Werk Anregung gab, sind 123 namentlich bekannt. 80 Künstler versuchten sich an der Lenore. Der Bildhauer Rudolf Pohle schuf 1888 eine Marmorstatue der Lenore: Die Verzweiflung. Das Schicksal dieses Werkes ist exemplarisch für die Haltung des offiziellen Deutschland zu seinem populärsten Dichter. Pohle schenkte die Statue der Stadt Charlottenburg zur Aufstellung auf der Promenade der Schlossstrasse. Von dort wurde sie jedoch 1920 entfernt: Sie störe den Blick auf das Schloss.
In der Malerei entstanden die bedeutendsten Werke erst 50 und mehr Jahre nach Erscheinung der Lenore. Es dominierten zwei Themen: der Todesritt und die Ankunft der Armee. Der Todesritt eignete sich vorzüglich für dramatische Arbeiten, sagte jedoch wenig über das Verständnis von Bürgers Werk. Die Ankunft der Armee bzw. die Verzweiflung der Lenore zeigt dagegen, wie sich das Kunstverständnis entwickelt hatte. Im Sinne der Klassik war das Höchste die Schönheit, wie es Schiller schon in seiner Bürger-Rezension gefordert hatte. Allerdings litt darunter oft die Wahrheit. Tatsächlich ist Bürgers Lenore tief verzweifelt (Als nun das Heer vorüber war, / Zerraufte sie ihr Rabenhaar, / Und warf sich hin zur Erde, / Mit wütiger Geberde.). Nur Charles Rochusen kommt dem 1870 nahe. Die Bilder von Carl Friedrich Lessing, Carl Oesterley oder Ary Scheffer mag man dagegen als schön ansehen – wahr sind sie nicht. Dabei hätte Lessings Bild eine congeniale Schöpfung zu Bürgers Gedicht sein können. Friedrich von Uechtritz berichtet 1839, dass Lessings Entwurf tatsächlich dem Vorbild folgt – dann aber nach Kritik des aus Italien zurückgekehrten Johann Gottfried Schadow verändert und damit aus dem wahren Werk ein schönes wurde. Lessings Entwurf ist im Zweiten Weltkrieg in Görlitz verloren gegangen.

Illustration zu Lenore von Frank Kirchbach (1896)

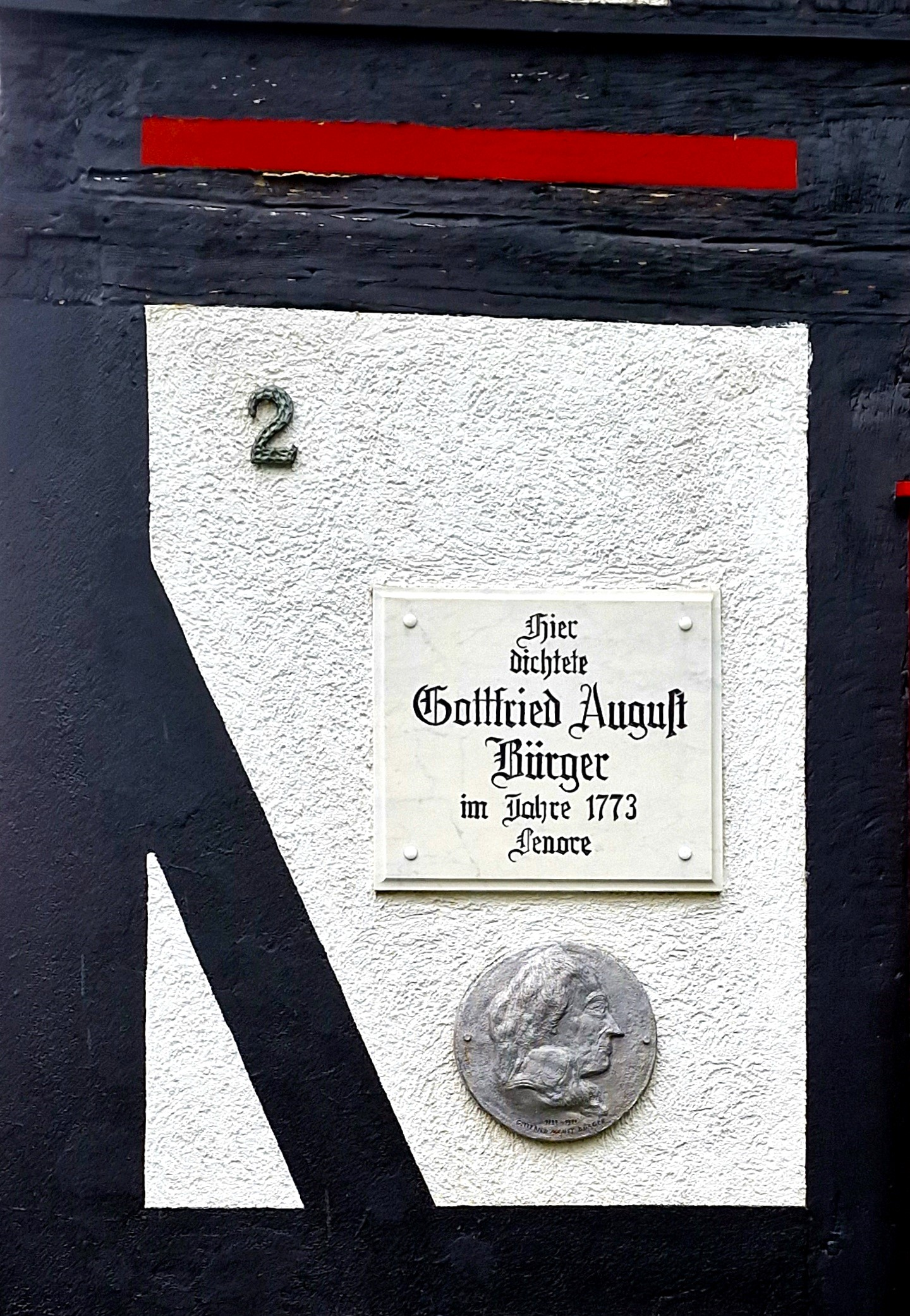
Gedenktafel und Plakette am ehemaligen Wohnhaus Bürgers zu Gelliehausen

Bedeutenden Einfluss übten Bürgers Gedichte auf die Musik aus. Mehr als 180 Komponisten vertonten sein Werk. Bürgers Lieder sorgten für Begeisterung, „nachdem das Lied 200 Jahre entartet und dem Volke entfremdet geblieben war“, wie Karl Ernst Schneider 1865 feststellte und auch begründete: „Keiner der damaligen Poeten ist so wahrhaft poetisch, keiner musikalisch so brauchbar und daher auch in den Liederwerken jener Zeit so stark vertreten, als er; die volksthümlichsten Lieder jener Tage, die noch jetzt beim Volke und bei der Jugend theilweise in Ehren stehen – sind regelmäßig von Bürger.“ Von den Komponisten seien nur Johann Abraham Peter Schulz, Carl Christian Agthe, Christian Gottlob Neefe und Hans Pfitzner genannt. Einige Vertonungen findet man in der ONLINE-Bibliothek des Bürger-Archivs in den Jahren 1972 und 2008. Fast etwas kurios: Beethoven verwendet in seiner IX. Sinfonie als Thema der Ode an die Freude (von Bürgers Kritiker Schiller) eine Melodie, die er Jahre vorher zu Bürgers Gegenliebe erdacht hatte.
Vor völlig neue Aufgaben sahen sich die Komponisten durch die Lenore gestellt. Bürger selbst dichtete diese Ballade „zur Komposition“, allerdings stellte er sich, wie damals üblich, diese als strophisch vor. Friedrich Wilhelm Weis, der Komponist des Göttinger Hain, war dann der erste Komponist. Da das Publikum das Lied singen wollte, gab es noch mehrere solcher Werke. Allerdings war es Musikern schnell klar, dass es künstlerisch sehr fragwürdig war, alle 32 Strophen nach einer Melodie zu singen. So entstand eine neue musikalische Gattung: das durchkomponierte Lied. Johann André war der Erste, der diese Aufgabe löste. Seine Lenore war so beliebt, dass sie in Berlin als Gassenhauer gesungen wurde, wie Carl Friedrich Zelter missmutig an Goethe schrieb. Besonders erfolgreich war in dieser Gattung Rudolf Zumsteeg. Trotzdem blieb eine Komposition als Lied fragwürdig – der Lenore genügte die Deklamation. Deshalb wurden andere musikalische Gattungen erschlossen: Oratorium, sinfonische Dichtung, Oper, Deklamation mit Klavierbegleitung u. a. Beethoven wählte die Form einer Klaviersonate: op. 101 in a-Dur. Insgesamt haben mindestens 39 Komponisten die Lenore vertont.
Kaum zu überschätzen ist Bürgers Bedeutung für die deutsche Sprache. Heinrich Kurz weist 1859 darauf hin, dass nur Goethe ihn an Wohllaut erreicht. Selbst hatte er sich in seiner Vorlesung mit der deutschen Sprache ausführlich beschäftigt und forderte dafür ein eigenständiges, den anderen Fächern gleichgestelltes, akademisches Lehrfach: Sprachstudium als Studium der Weisheit selbst. Eine historische Einordnung legte Julius Sahr 1894 vor. Erst 1912 analysierte Charles Reining Bürgers Bedeutung als Sprachschöpfer. Die noch unvollständige Liste der Wortneuschöpfungen enthält 1018 Wörter, so Haremswächter, querfeldein, sattelfest, Unschuldsdieb, Gemeingut, Friedensbund, Volksgewimmel, tiefbetrübt oder Kehrreim.
Auch ist es Bürger maßgeblich zu verdanken, dass die Philosophie Immanuel Kants zunehmend Einzug in die Lehre auf den deutschen Universitäten fand. Die Lehren Kants waren lange Zeit verpönt. Bürgers Kant-Vorlesungen an der Universität Göttingen, die sich unter den Studenten großer Beliebtheit erfreuten, müssen daher sehr hoch bewertet werden.
In Benndorf trug bis zu seiner Schließung im Jahr 2007 das dortige Gymnasium den Namen des Dichters.

### Bürger als literarische Figur in Belletristik und Theater
Bürger wurde im 19. Jahrhundert in einigen literarischen Werken verarbeitet. So verarbeitete Otto Müller ihn in seinem Roman Bürger, ein deutsches Dichterleben. Salomon Hermann Mosenthal widmete 1850 Bürger ein Drama mit dem Titel Bürger und Molly. Ein deutsches Dichterleben. 1939 spielte Bürger in Die Gleichen von Moritz Jahn eine zentrale Rolle.
2021 inszeniert das Junge Theater in Göttingen das von Peter Schanz verfasste Theaterstück Bürgerdenkmal, welches das Leben des Dichters zum Inhalt hat.

### Münchhausenals Film
Eine nahezu zeitlose Bearbeitung des Münchhausen-Stoffes erfuhr 1943 ihre filmische Adaption in Münchhausen: Der (nicht genannte) Drehbuchautor Erich Kästner und eine Reihe weiterer Begleitumstände sicherten dem Film – und damit Bürger (als Dichter) selbst – eine dauerhafte Nachwirkung, die bis heute anhält.

## Werke

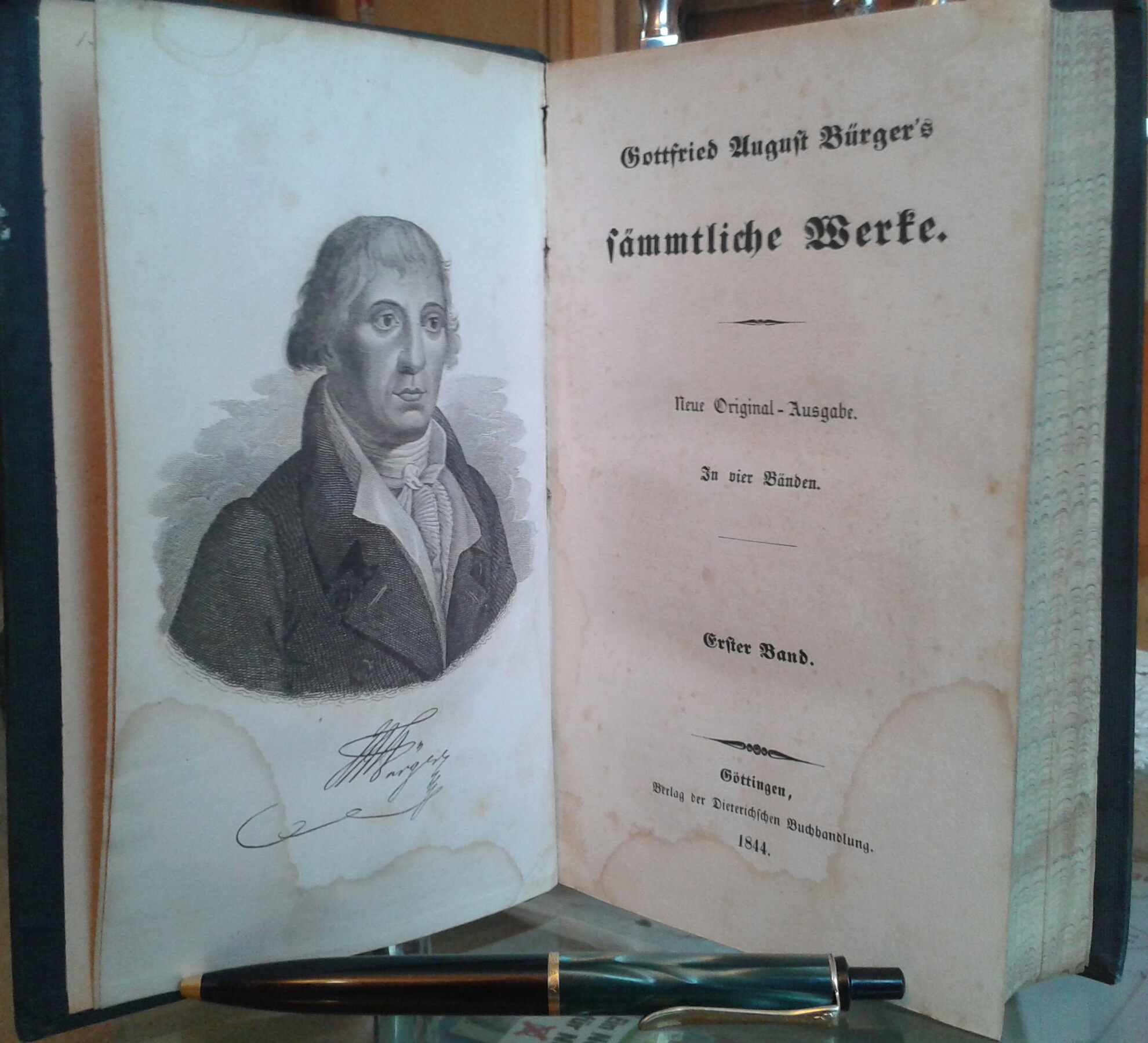
Gesamtausgabe aus dem Jahr 1844

### Werkausgaben
- Sämmtliche Werke. Neue Originalausgabe in vier Bänden. Verlag der Dieterichschen Buchhandlung, Göttingen 1844 (Digitalisat)
- Werke und Briefe. VEB Bibliographisches Institut, Leipzig 1958
- Werke in einem Band. Herausgegeben von den nationalen Forschungs- und Gedenkstätten der klassischen deutschen Literatur in Weimar. 5. Auflage. Bibliothek Deutscher Klassiker. Aufbau-Verlag, Berlin/Weimar 1990

### Lyrik
- Gedichte, mit Kupferstichen von Daniel Nikolaus Chodowiecki, Göttingen 1778 (Digitalisat und Volltext im Deutschen Textarchiv); 2. Ausgabe 1789
  - Der Bauer an seinen durchlauchtigen Tyrannen (Gedicht, 1773)
  - Lenore

### Erzählungen
- Wunderbare Reisen zu Wasser und zu Lande, Feldzüge und lustige Abenteuer des Freyherrn von Münchhausen: wie er dieselben bei der Flasche im Zirkel seiner Freunde selbst zu erzählen pflegt, 1786 (Digitalisat und Volltext im Deutschen Textarchiv) (erw. Ausgabe 1789)
- Des Freiherrn von Münchhausen einzig wahre Erlebnisse zu Wasser und zu Land, zu Pferd und zu Fuß, im Krieg und Frieden, in der Luft sowie in mehrerer Herren Länder / In diesem Jahre ganz neu verfaßt von Ihm selbst. Und versehen mit sehr wunderlichen Zeichnungen nach der Natur aufgenommen von dem Maler August von Wille. Düsseldorf 1856 (Digitalisat des Exemplars der Universitäts- und Landesbibliothek Düsseldorf)

### Briefe
- Gottfried August Bürger: Briefwechsel. Band I: 1760–1776. Hrsg. von Ulrich Joost und Udo Wargenau, in Verbindung mit Bernd Achenbach, Joachim Ehrhardt, Hans-Joachim Heerde, William A. Little, Helmut Scherer, Manfred von Stosch und Heinrich Tutje (†). Wallstein-Verlag, Göttingen 2015, ISBN 978-3-8353-1221-0.
- Gottfried August Bürger: Briefwechsel. Band II: 1777–1779. Hrsg. von Ulrich Joost und Udo Wargenau, in Verbindung mit Bernd Achenbach, Nathalie Brandenburger, Nadine Dietz, Joachim Ehrhardt, Hans-Joachim Heerde, William A. Little, Alina Lutz, Burkhard Moenninghoff, Helmut Scherer, Lisa Schwerber, Manfred von Stosch und Heinrich Tutje (†) und Sina Volk. Wallstein-Verlag, Göttingen 2017, ISBN 978-3-8353-1784-0.

### Theoretische Schriften
- Über Volkspoesie. Aus Daniel Wunderlichs Buch, 1776.
- Lehrbuch der Ästhetik, hrsg. von Karl von Reinhard, Schüppel Berlin 1825. (Digitalisat Band 1), (Band 2)
- Lehrbuch des Deutschen Styles, hrsg. von Karl von Reinhard, Schüppel, Berlin 1826. (Digitalisat)
- Aesthetische Schriften: Supplement zu allen Ausgaben von Buergers Werken. hrsg. Karl von Reinhard. Bechtold und Hartje, Berlin 1832. (Digitalisat)
- Akademie der schönen Redekünste, hrsg. von G. A. Bürger. Bd. 1 1790/97, Bd. 2.1798 (?).

### Freimaurerreden
- Über die Zufriedenheit. Gehalten am 3. Februar 1788. Zitiert nach Sämmtliche Werke. Dieterichs, Göttingen 1844, S. 433–444
- Über den moralischen Mut. 1. Februar 1781. Ebenda, S. 444–472.
- Ermunterung zur Freiheit. 1. Februar 1790. Zitiert nach Werke in einem Band. 5. Auflage. Aufbau-Verlag, Berlin/Weimar 1990, S. 323–330.

### Historische Schriften
- Die Republik England. Aus den Politischen Annalen. Herausgegeben von Christoph Girtanner, Berlin 1793

### Übersetzungen
- Anthia und Abrokomas. Aus dem Griechischen des Xenophon von Ephesos. Weygandschen Buchhandlung, Leipzig, 1775
- Proben einer Übersetzung von Ossians Gedichten. In: Deutsches Museum, 1. Band (S. 534 ff.). 1779
- Macbeth (William Shakespeare). Dieterichsche Verlagsbuchhandlung. Mit Kupferstichen von Chodowiecki. Göttingen 1784
- Bellin. In: Akademie der schönen Redekünste (Hrsg.: Bürger). 1. Band (S. 225 ff.). Berlin 1791
- Froschmäusler. Fragment 1793 (?). Aus der Handschrift. Zitiert nach Sämmtliche Werke von 1844, S. 152 ff.